# Ochotona thomasi
Espèce
Statut de conservation UICN

 LC  : Préoccupation mineure
Ochotona thomasi est une espèce de la famille des Ochotonidae. Comme tous les pikas, c'est un petit mammifère lagomorphe.

## Distribution
Cette espèce se rencontre de 3 400 à 4 020 m d'altitude dans les montagnes Qilian Shan dans les provinces du Gansu, du Qinghai et du Sichuan en Chine

## Publication originale
- Argyropulo, 1948 : A review of Recent species of the family Lagomyidae LILLJEB., 1886 (Lagomorpha, Mammalia). Trudy Zoolgicheskogo Instituta Akademii Nauk SSR, Leningrad, vol. 7, p. 124-128.